# ACT
ACT (viết tắt của American College Testing), tạm dịch là Bài Kiểm Tra Đại Học Hoa Kỳ, là một kỳ thi chuẩn hóa được sử dụng đánh giá năng lực học tập của học sinh trung học và làm một trong những điều kiện tiên quyết khi xét tuyển vào các trường đại học và cao đẳng tại Hoa Kỳ, do tổ chức phi lợi nhuận cùng tên - ACT. Kỳ thi được tổ chức lần đầu vào Tháng Mười một, 1959 bởi Everett Franklin Lindquist nhằm cạnh tranh với kỳ thi SAT bởi College Board. Kỳ thi ACT ban đầu gồm bốn phần: tiếng Anh, Toán, Xã hội, và Tự nhiên. Năm 1989, phần thi Xã hội được thay đổi thành phần Đọc hiểu (bao gồm tiểu phần Xã hội) và phần Tự nhiên được đổi tên thành Tư duy Tự nhiên, đặt nhiều trọng tâm hơn về kỹ năng giải quyết vấn đề. Tháng Hai 2005, một phần thi Viết luận tự chọn được thêm vào, phỏng theo sự thay đổi của kỳ thi SAT được tổ chức sau đó vào tháng Ba cùng năm. Kỳ thi ACT nay cũng được tổ chức bằng máy tính; tuy nhiên, phương thức làm bài thi trên giấy vẫn sẽ được tiếp tục tổ chức tại những trường vẫn chưa sẵn sàng để chuyển sang phương thức làm bài trên máy tính.
Số thí sinh tham dự kỳ thi ACT ngày càng tăng, và trong năm 2011, ACT lần đầu vượt SAT về số lượng thí sinh; năm đó, 1.666.017 thí sinh tham dự kỳ thi ACT so với 1.664.479 thí sinh dự kỳ thi SAT. Tất cả các trường đại học và cao đẳng hiện nay trên khắp Hoa Kỳ đều chấp nhận ACT, dù các cơ sở giáo dục khác nhau có những yêu cầu và đặt nặng vào tiêu chí này hơn tiêu chí khác ví dụ như xếp hạng lớp, điểm trung bình, và hoạt động ngoại khóa. Bốn phần thi bắt buộc được tính điểm động lập trên thang điểm 1-36, và điểm ACT là điểm trung bình của bốn phần thi được làm tròn đến số nguyên gần nhất.

## Mục đích
Tổ chức ACT xác định ACT đánh giá sự phát triển giáo dục tổng hợp và khả năng hoàn thành các khóa học trình độ cao đẳng và đại học của học sinh trung học qua các phần thi trắc nghiệm khách quan, bao gồm bốn lĩnh vực kỹ năng: tiếng Anh, toán học, đọc hiểu, và khoa học. Phần thi Viết luận không bắt buộc đánh giá khả năng dàn luận và soạn viết một bài luận ngắn. Đặc biệt, ACT nhấn mạnh tính chất xác định sự chuẩn bị cho giáo dục bậc cao, và điểm thành phần tương đương với các lớp năm nhất môn tiếng Anh, đại số, xã hội, nhân văn, và sinh học. Một bài nghiên cứu bởi tổ chức ACT vào năm 2003 đã chỉ ra mối quan hệ giữa điểm ACT của sinh viên và khả năng sinh viên đó tốt nghiệp với bằng giáo dục cao đẳng, đại học.
Để xây dựng đề thi, ACT tổng hợp các mục tiêu giảng dạy của các trường trung học cơ sở và trung học phổ thông khắp Hoa Kỳ, xem xét sách giáo khoa được sử dụng từ lớp 7 đến lớp 12, và khảo sát các nhà giáo dục về kỹ năng và kiến thức nào cần thiết để thành công trong bậc sau trung học. ACT xuất bản một bản hướng dẫn kỹ thuật tóm tắt các nghiên cứu về tính chuẩn xác trong việc dự đoán điểm trung bình của sinh viên năm nhất, cân bằng điểm trung bình giữa các trường trung học, và đo lường thành tích giáo dục.
Các cơ sở giáo dục sau trung học sử dụng ACT và SAT bởi sự khác biệt trong kinh phí đầu tư, chương trình, cách cho điểm, và độ khó giữa các trường trung học tại Hoa Kỳ do đặc tính liên bang, quyền tự chủ của địa phương, sự tồn tại song song của nhiều loại hình giảng dạy như tư thục, từ xa, tại nhà, và sự thiếu sót một kỳ thi tuyển sinh nghiêm ngặt như tại các quốc gia khác. Điểm ACT và SAT được sử dụng làm phụ trợ cho hồ sơ trường trung học và trợ giúp các thành viên hội đồng tuyển sinh đặt các thông số địa phương - như khóa học, điểm, và xếp hạng, ở một phương diện quốc gia.
Các trường đại học và cao đẳng không chỉ định sự thiên vị giữa kỳ thi SAT hay ACT, thay vào đó chấp nhận cả hai và xem xét công bằng bởi hầu hết các thành viên hội đồng tuyển sinh. Tại một số trường, ban tuyển sinh sẽ yêu cầu thí sinh dự thi SAT Subject Tests (SAT Chuyên biệt) bất kể dự thi SAT hay ACT; tuy nhiên, một số chấp nhận ACT thay cho SAT và SAT Chuyên biệt, và một số chấp nhận ACT với phần Việt luận thay thế cho SAT Chuyên biệt.
Hầu hết các trường đại học và cao đẳng sử ACT như một trong những tiêu chí trong quá trình xét tuyển. Một cuộc thăm dò trên nhóm mẫu cho thấy tại bách phân vị 75, điểm ACT tại các trường đại học và cao đẳng bốn năm công lập là 24.1 và tại các cơ sơ tương đương tư nhân là 25.3. Thí sinh được khuyên kiểm tra và xác minh với các trường có nguyện vọng nộp vào để biết về thêm rõ về yêu cầu đầu vào của điểm ACT.
Ngoài mục đích làm tiêu chí để xét tuyển, một số tiểu bang đã bắt đầu sử dụng ACT để đánh giá chất lượng của các trường trung học và yêu cầu tất cả các học sinh phải tham dự, bất kể có nguyện vọng tiếp tục học lên cao hay không. Bang Colorado và Illinois đã tích hợp ACT vào chương trình khảo sát bắt buộc từ năm 2001. Michigan có quy định tương tự vào 2007, và Kentucky và Tennessee yêu cầu tất cả học sinh lớp 11 (junior) dự thi ACT và Wyoming yêu cầu học sinh lớp 11 dự thi ACT hoặc ACT WorkKeys.
Mặc dù tính chất của ACT là giúp đỡ các cơ sở giáo dục bậc cao tại Hoa Kỳ xác định thí sinh nào sẽ được nhận vào trường và được quyết định tùy vào các cơ sở khác nhau, một số trường đại học và cao đẳng tại nước ngoài đã yêu cầu điểm ACT (và SAT) làm điều kiện quyết định cho học sinh có bằng tốt nghiệp trung học Hoa Kỳ để có thể theo học tại các cơ sở đó.
ACT được sử dụng rộng rãi hơn ở các bang phía Nam, Tây Nam và quanh dãy Rocky, trong khi đó, SAT được sử dụng nhiều hơn ở các bang bờ Tây và bờ Đông Hoa Kỳ. Tuy nhiên, gần đây, việc sử dụng ACT đã trở nên thịnh hành ở các bang bờ Đông. Việc sử dụng ACT bởi các trường đại học và cao đẳng tăng lên bởi các chỉ trích về sử hiệu quả và công bằng của SAT.

## Cấu trúc
Phần bắt buộc của ACT được chia thành bốn phần thi trắc nghiệm khách quan: tiếng Anh, toán, đọc hiểu, và tư duy khoa học. Mỗi phần có điểm từ 1 đến 36 và đều là số nguyên. Phần tiếng Anh, toán, và đọc hiểu cũng có các tiểu điểm từ 1 đến 18 (điểm của mỗi phần không phải là tổng của các tiểu điểm trong phần đó). Điểm ACT là điểm trung bình cộng của bốn phần. Ngoài ra, nếu thí sinh chọn thi phần Viết luận không bắt buộc, thí sinh còn nhận được một điểm phần này trên thang điểm từ 1 đến 36 (thay đổi từ thang 2 đến 12 trước đó). Phần điểm Viết luận không được tính chung vào điểm ACT. ACT đã loại bỏ điểm tiếng Anh - Viết luận kết hợp, mà thay vào đó điểm ELA (English Language Arts - Nghệ thuật Ngôn ngữ tiếng Anh) là điểm trung bình của phần tiếng Anh, đọc hiểu, và Viết luận, và điểm STEM (Science, Technology, Engineering, Mathematics - Khoa học, Công nghệ, Kỹ thuật, Toán học) là điểm trung bình của phần toán và phần tư duy khoa học. Những thay đổi này đã được áp dụng từ đợt thi tháng 9 năm 2015.
Trong ACT, mỗi câu trả lời đúng sẽ được nhận một điểm thô. Thí sinh sẽ không bị trừ điểm cho phần đáp án sai. Do đó, thí sinh có thể trả lời tất cả các câu hỏi mà không cần lo lắng sẽ mất điểm nếu trả lời sai. Thí sinh có thể nâng điểm ACT của mình cảm thấy không hài lòng bằng cách thi lại: 55% thí sinh tăng điểm khi thi lại, 22% giữ nguyên điểm, trong khi 23% nhận điểm thấp hơn ban đầu.

### English (tiếng Anh)
Phần tiếng Anh dài 45 phút là phần đầu tiên thí sinh phải hoàn thành, bao gồm kỹ năng sử dụng ngôn ngữ và tu từ. Phần này gồm 75 câu hỏi, dựa trên 5 đoạn đọc với nhiều đoạn được gạch chân ở một bên trang và lựa chọn đáp án ở bên trang còn lại. Các câu hỏi tập trung về các sử dụng từ, gồm các vấn đề liên quan đến dấu câu (chủ yếu là dấu phẩy và dấu nháy đơn), từ bổ nghĩa (sử dụng không rõ ràng hoặc đặt sai vị trí), dấu chấm phẩy, thiếu chủ vị, và sai liên kết giữa hai vế đầy đủ của câu; và tu từ, gồm phong cách (sự mạch lạc và trôi chảy), sự liên kết và bố trí các câu trong đoạn văn hoặc các đoạn văn trong bài đọc.

### Math (toán)
Phần thứ hai là toán dài 60 phút gồm 60 câu hỏi với nội dung gồm 14 câu số học cơ bản, 10 câu số học sơ cấp, 9 câu số học trung cấp, 14 câu hình học phẳng, 9 câu hình tọa độ, và 4 câu lượng giác sơ cấp. Đây là phần duy nhất thí sinh được dùng máy tính. Quy định về loại máy tính của ACT gắt gao hơn so với SAT, trong đó, một số mẫu máy tính CAS (computer algebra systems - hệ thống đại số máy tính) như mẫu TI-89 không được sử dụng; tuy nhiên, ACT cho phép một số loại máy tính có thể in kết quả hay có điều chỉnh kỹ thuật với điều kiện các chức năng trên phải được tắt, mà SAT không cho phép. Các mẫu máy TI-83 và TI-84 được phép sử dụng. Đối với học sinh Việt Nam, các mẫu máy tính hiện hành trên thị trường đều đạt yêu cầu máy tính của ACT; do đó, không cần phải mua thay thế hoặc tìm đúng dòng máy tính tại Hoa Kỳ như ACT yêu cầu. Mặc dù được phép cho sử dụng máy tính, hầu hết các phép tính của phần này tương đối đơn giản và có thể nhanh hơn nếu không sử dụng. Đây cũng là phần duy nhất có năm thay vì bốn phương án trả lời.

### Reading (đọc hiểu)
Phần thứ ba là đọc hiểu dài 35 phút, gồm 40 câu hỏi trên 4 bài đọc với bốn chủ đề khác nhau: văn xuôi (trích từ các tác phẩm văn học tiếng Anh), khoa học xã hội (thường liên quan đến tâm lý học, giáo dục, địa lý...), nhân văn (thường liên quan đến mỹ thuật, âm nhạc, lịch sử, triết học...), và khoa học (sinh học, hóa học, vật lý...). Các câu hỏi không được sắp xếp theo trình tự đọc mà thay vào đó thí sinh phải tự sắp xếp và hoàn thành theo khả năng của mình. Các bài đọc trong phần này có độ phức tạp cao hơn so với phần tiếng Anh.

### Science Reasoning (khoa học luận)
Phần thứ tư là khoa học dài 35 phút gồm 40 câu hỏi. Ở phần thi này, thí sinh không cần phải có nền kiến thức khoa học chuyên sâu mà chỉ cần có nền tảng khoa học cơ bản và khả năng đọc và phân tích thì có thể làm tốt phần thi này. Theo thay đổi mới nhất của ACT, phần thi này được thay đổi từ 7 đoạn đọc ngắn xuống còn 6 đoạn đọc, theo sau là từ 5 đến 7 câu hỏi. Các đoạn đọc có ba định dạng khác nhau: Dữ liệu Trình bày (yêu cầu thí sinh phải đọc biểu đồ, bảng kết quả...), Nghiên cứu Tóm tắt (yêu cầu thí sinh phải xem xét các thí nghiệm và rút ra kết luận từ thí nghiệm cho sẵn), và Giả thuyết Mâu thuẫn (yêu cầu thí sinh phải phân tích và so sánh hai đến ba giả thuyết khác nhau). Do sự thay đổi số lượng bài đọc từ 7 xuống còn 6, tính đồng nhất của phần thi này không còn (trước đó, sẽ luôn có 3 bài Dữ liệu Trình bày với 5 câu hỏi theo sau, 3 bài Nghiên cứu Tóm tắt với 6 câu hỏi theo sau, và 1 bài Giả thuyết Mâu thuẫn với 7 câu hỏi theo sau), tuy nhiên, luôn sẽ chỉ có 1 bài Giả thuyết Mâu thuẫn. Ngoài ra, trong các đợt thi gần đây, thí sinh cũng đôi khi sẽ gặp phải những câu hỏi các chi tiết không có trong đoạn đọc. Điều này không đáng lo bởi các câu hỏi này sẽ xuất hiện rất ít và thí sinh nếu không biết kiến thức liên quan vẫn có thể tìm được đáp án qua phương pháp loại trừ.

### Writing (viết)
Đây là phần không bắt buộc, thí sinh được quyền chọn có thi hay không. Phần này diễn ra sau cùng, sau khi bốn, nó chỉ bổ sung vào báo cáo thêm một điểm số về phần viết. Phần lớn các trường không bắt buộc thí sinh phải thi phần này, trường hợp ngoại lệ là những trường chú trọng về Văn, báo chí...